# 爱人错过
《爱人错过》，是由潘雲安创作词曲，告五人演唱的国语歌曲，收录于告五人2019年6月14日发行的专辑《我肯定在几百年前就说过爱你》。

## 使用
该曲曾被2021年1月31日在台湾八大戲劇台首播的电视剧《她们创业的那些事儿》用作插曲。也在2022年的Netflix影集《華燈初上》和在2024年的大陸短劇《半熟男女》中使用。

## 荣誉
2022年1月26日，告五人在第四届、第五届唱工委音乐盛典中凭借该曲获得中国音像与数字出版协会唱片工作委员会颁发的“唱工委音乐奖2020年度新人奖”。

## 翻唱
萧敬腾和张碧晨曾在东方卫视《我们的歌3》第11期中翻唱该歌曲。